# Agnes Weber
Agnes Weber (* 27. November 1951 in Wohlen; heimatberechtigt in Wohlen AG) ist eine ehemalige Schweizer Politikerin aus dem Kanton Aargau.

## Leben
Weber wuchs als älteste von neun Kindern in Wohlen (AG) auf. Sie besuchte die obligatorische Volksschule in Wohlen sowie das Seminar Wohlen. Während der Mittelschule absolvierte sie 1969/70 ein Auslandsjahr (AFS) in Decatur, Illinois, USA und erwarb das High School Diploma. Mit ihrem Abschluss am Seminar erwarb sie 1972 den Hochschulzugang sowie das Patent als Primar- und Reallehrerin. 1974 machte sie nach einem einjährigen Studium an der Sorbonne (Paris) den Abschluss 'Civilisation et Culture Française' und bestand die Prüfung als aargauische Sekundarlehrerin. Von 1972 bis 1995 arbeitete sie als Sekundarlehrerin. 1989 bis 1995 studierte sie an der Universität Zürich Pädagogik, Psychologie und Didaktik und schloss mit dem Lizentiat ab. 
1989 wurde sie für den Bezirk Bremgarten (SP) in den Grossen Rat gewählt. 1995 holte sie den neuen fünfzehnten Nationalratssitz, der dem Kanton Aargau zugestanden wurde. Für die SP war es der dritte Sitz. Agnes Weber und Doris Stump, die ebenfalls 1995 gewählt wurde, beerbten Ursula Mauch, die nach 16 Jahren als Nationalrätin zurücktrat. Ursula Mauch war 16 Jahre lang die einzige Frau der Delegation aus dem Aargau im Nationalrat gewesen. Agnes Weber war die erste Nationalrätin aus Wohlen, Freiamt. 1995 wurde Agnes Weber nicht wiedergewählt. Als sie 2002 für den zurücktretenden Nationalrat Hans Zbinden wieder hätte nachrücken können, verzichtete sie zugunsten von Pascale Bruderer.
Agnes Weber legte ihre Schwerpunkte während der Legislatur 1995 bis 1999 auf die Bildungspolitik. Sie war die Verantwortliche der SP-Fraktion für die Berufsbildung. Als Mitglied der Kommission Wissenschaft, Bildung und Kultur (WBK) engagierte sich unter anderem für das neue Berufsbildungsgesetz, die Lehrstellenbeschlüsse und die Chancengleichheit. Anlässlich der Revision der Bundesverfassung setzte sie sich 1997 erfolgreich dafür ein, dass die gesamte Berufsbildung der Regelungskompetenz des Bundes unterstellt wurde. Bis anhin waren die typischen 'Männerberufe' (BIGA-Berufe) vom Bund und die 'Frauenberufe' (SRK, Pflege, Soziales, Pädagogik) ausschliesslich von den Kantonen geregelt worden. Mit dem neuen Artikel 63 erhielten alle Berufe gleichermassen den Zugang zu der Tertiärstufe und nationalen sowie internationalen Anschluss an das Bildungswesen.
Nach ihrem Abgang aus dem Nationalrat war Agnes Weber 12 Jahre lang Mitglied des Beratungsorgans des Bundes für die Chancengleichheit von Frauen und Männern an Fachhochschulen. Beruflich ist sie seit 1995 als Bildungswissenschafterin, Bildungsplanerin sowie Hochschuldozentin im In- und Ausland tätig. Seit 2000 lebt sie in der Stadt Zürich.

## Politische Ämter
- 1989 bis 1995: Grossrätin, Kanton Aargau
- 1995 bis 1999: Nationalrätin, Kanton Aargau